# Distretto di Dabas
Il distretto di Dabas (in ungherese Dabasi járás) è un distretto dell'Ungheria, situato nella provincia di Pest.